# División de Honor Oro femenina de balonmano 2025-26
La División de Honor Oro femenina de balonmano 2025-26 es la 4.ª temporada de la División de Honor Oro, competición de liga de la segunda categoría del balonmano femenino en España (sigue estructurada como subcategoría).

## Sistema de competición
La reestructuración de la División de Honor Oro hace dos temporadas se mantiene esta temporada y 14 equipos participan.
- Se juega a doble partido, ida y vuelta.
- Cada victoria suma 2 puntos, cada empate 1 punto y cada derrota 0 puntos.

En junio del 2025 se sorteó la competición y se establecieron los calendarios.

## Equipos
A los equipos que mantienen la categoría se unen Schär Colores Zaragoza y Lleida Handbol Club desde la División de Honor Plata y Zuazo Femenino desde la División de Honor. También descendió La Calzada, pero el equipo gijonés decidió no salir en competición nacional lo que permitió al Grupo USA Handbol Mislata mantener la categoría a pesar de su descenso la temporada anterior.
| Inscritos 2025-26                | Inscritos 2025-26                  | Inscritos 2025-26    | Inscritos 2025-26                        |
| -------------------------------- | ---------------------------------- | -------------------- | ---------------------------------------- |
| Zuazo Femenino                   | Bandera del País Vasco             | Baracaldo            | Polideportivo Lasesarre                  |
| Salma Adesal                     | Bandera de Andalucía               | Córdoba              | Sala de la Fuensanta                     |
| Lleida Handbol Club              | Bandera de Cataluña                | Lérida               |                                          |
| Lanzarote Puerto del Carmen      | Bandera de Canarias                | Tías                 |                                          |
| Schär Colores Zaragoza           | Bandera de Aragón                  | Zaragoza             | CDM Siglo XXI                            |
| Vino Doña Berenguela BM. Bolaños | Bandera de Castilla-La Mancha      | Bolaños de Calatrava | Pabellón Macarena Aguilar                |
| Soliss BM Pozuelo de Calatrava   | Bandera de Castilla-La Mancha      | Pozuelo de Calatrava | Pabellón Las Espartanas                  |
| Bm. Ikasa Boadilla               | Bandera de la Comunidad de Madrid  | Boadilla del Monte   | Pabellón Municipal de Boadilla del Monte |
| Caja Rural Cleba                 | Bandera de Castilla y León         | León                 | Palacio Municipal de los Deportes        |
| Uneatlantico Pereda              | Bandera de Cantabria               | Santander            | Pabellón Polideportivo de la Albericia   |
| Grupo USA Handbol Mislata        | Bandera de la Comunidad Valenciana | Mislata              | Pabellón Municipal La Canaleta           |
| WISE Anaitasuna                  | Bandera de Navarra                 | Pamplona             | Pabellón Anaitasuna                      |
| Solimusis Events Carballal       | Bandera de Galicia                 | Vigo (Cabral)        | Pabellón Municipal Carballal             |
| Lobas Global Atac Oviedo         | Bandera de Asturias                | Oviedo               | Florida Arena                            |

## Clasificación
|                                                                    | Equipo                           | Puntos | J | G | E | P | GF | GC | DG |
| ------------------------------------------------------------------ | -------------------------------- | ------ | - | - | - | - | -- | -- | -- |
| 1                                                                  | Zuazo Femenino                   |        |   |   |   |   |    |    |    |
| 2                                                                  | Schär Colores Zaragoza           |        |   |   |   |   |    |    |    |
| 3                                                                  | Lobas Global Atac. Oviedo        |        |   |   |   |   |    |    |    |
| 4                                                                  | Salma Adesal                     |        |   |   |   |   |    |    |    |
| 5                                                                  | Wise Anaitasuna                  |        |   |   |   |   |    |    |    |
| 6                                                                  | Vino Doña Berenguela Bm. Bolaños |        |   |   |   |   |    |    |    |
| 7                                                                  | Ikasa Boadilla                   |        |   |   |   |   |    |    |    |
| 8                                                                  | Caja Rural Cleba                 |        |   |   |   |   |    |    |    |
| 9                                                                  | Soliss Bm. Pozuelo de Calatrava  |        |   |   |   |   |    |    |    |
| 10                                                                 | Lanzarote Puerto del Carmen      |        |   |   |   |   |    |    |    |
| 11                                                                 | Uneatlántico Pereda              |        |   |   |   |   |    |    |    |
| 12                                                                 | Solimusic Events Carballal       |        |   |   |   |   |    |    |    |
| 13                                                                 | Grupo USA H. Mislata             |        |   |   |   |   |    |    |    |
| 14                                                                 | Lleida Handbol Club              |        |   |   |   |   |    |    |    |
| Fuente: Federación Española de Balonmano; actualización automática |                                  |        |   |   |   |   |    |    |    |